# Antony Burgmans
Antony Burgmans, 13 februari 1947, är den före detta styrelseordföranden för det multinationella företaget Unilever N.V. och PLC. Han efterträddes i maj 2007 av Michael Treschow.